# Tristria pulvinata
Tristria pulvinata är en insektsart som först beskrevs av Boris Petrovich Uvarov 1921.  Tristria pulvinata ingår i släktet Tristria och familjen gräshoppor. Inga underarter finns listade i Catalogue of Life.